# Septicollarina oceanica
Septicollarina oceanica är en armfotingsart som beskrevs av Zezina 1990. Septicollarina oceanica ingår i släktet Septicollarina och familjen Aulacothyropsidae. Inga underarter finns listade i Catalogue of Life.